# Kville tingslag
Kville tingslag var mellan 1801 och 1904 ett tingslag i Göteborgs och Bohus län i Norrvikens domsaga. I perioden före 1801 ingick området i Kville och Bullarens tingslag. Tingsplatsen var i Rabbalshede.
Tingslaget omfattade Kville härad. 
Tingslaget uppgick 1 januari 1904 i Kville, Tanums och Bullarens tingslag.